# Strobilomyces foveatus
Espèce
Strobilomyces foveatus  est une espèce de champignons basidiomycètes de la famille des Boletaceae originaire de Malaisie et qui se rencontre également en Australie.

## Description
- Chapeau 7 à 10 cm de large, convexe portant de petites pointes brunes de 2 mm de haut environ.
- Tubes portent des pores de 0,5 à 1 mm de diamètre d'abord d'un blanc sale puis gris.
- Pied de 12 cm de haut et d'un diamètre de 1,2 à 1,5 cm.
- Chair ferme, blanchâtre puis noircissant à l'air.

## Systématique
Le nom correct complet (avec auteur) de ce taxon est Strobilomyces foveatus Corner, 1972.

## Publication originale
- (en) E.J.H. Corner, Boletus in Malaysia, 1972, 1-263 p.